# Vacchellia baltoroi
Genre
Espèce
Vacchellia baltoroi, unique représentant du genre Vacchellia, est une espèce d'araignées aranéomorphes de la famille des Philodromidae.

## Distribution
Cette espèce est endémique du Gilgit-Baltistan au Pakistan. Elle se rencontre au Karakoram.

## Publication originale
- Caporiacco, 1935 : Aracnidi dell'Himalaia e del Karakoram, raccolti dalla Missione italiana al Karakoram (1929-VII). Memorie della Società Entomologica Italiana, vol. 13, p. 161-263.